# Pena Branca & Xavantinho
Pena Branca & Xavantinho foi uma dupla de música caipira formada pelos irmãos José Ramiro Sobrinho (Igarapava, 4 de setembro de 1939 – São Paulo, 8 de fevereiro de 2010), o Pena Branca, e Ranulfo Ramiro da Silva (Uberlândia, 26 de dezembro de 1942 – São Paulo, 7 de outubro de 1999), o Xavantinho.
Fizeram muito sucesso com a canção "O cio da terra", de Chico Buarque e Milton Nascimento, com participação especial do próprio Milton Nascimento.
Durante a carreira, gravaram com nomes como Milton Nascimento, Rolando Boldrin, Fagner e Almir Sater, entre outros.

## Biografia

### Pena Branca
José Ramiro Sobrinho, o Pena Branca, nasceu em Igarapava, em 4 de setembro de 1939. Viveu boa parte de sua vida em Uberlândia, cidade natal de seu irmão, Xavantinho. Morreu na capital paulista em 8 de fevereiro de 2010, aos 70 anos, vítima de um infarto.

### Xavantinho
Ranulfo Ramiro da Silva, o Xavantinho nasceu no distrito de Cruzeiro dos Peixotos, Uberlândia, em 26 de dezembro de 1942. Em 7 de outubro de 1999, aos 56 anos, faleceu em São Paulo, devido a uma embolia pulmonar.

### Infância
Os irmãos viveram boa parte da infância na zona rural de Uberlândia. Desde pequenos trabalharam na roça com os pais e mais cinco irmãos. José Ramiro aprende a tocar viola de cravelha (de 12 cordas) e Ranulfo, violão. Apresentam-se nas folias de reis, quermesses, bailes e mutirões. Pena Branca & Xavantinho, com 12 e 9 anos, respectivamente, perderam o pai.

## Carreira

### 1958–68: Início na música
Em 1958, começaram a cantar, apresentando-se em uma rádio de Uberlândia. Em 1961, participam do programa do Coronel Hipopota, na Rádio Educadora de Uberlândia, que os apresenta ao público como Peroba e Jatobá. Depois, a dupla adota o nome artístico Barcelo e Barcelinho e, em seguida, Xavante e Xavantinho, inspirada nas aulas de história do primário. Em 1964, viajam pelo interior de Goiás com o sanfoneiro Pinaji, integrando, por um breve período, o Trio Pena Branca. Em 1968, mudaram-se para São Paulo para tentar a vida artística.

### Anos 1970: Alteração do nome para Pena Branca & Xavantinho
Classificam-se em quarto lugar em um festival promovido pela Rádio Cometa, o que rende a eles a gravação de um compacto, a canção “Saudade” (Xavantinho, 1971). Ao constatarem a existência de outro cantor de pseudônimo Xavante, mudam o nome da dupla para Pena Branca e Xavantinho. Em 1975, ingressam na orquestra Coração de Viola, em Guarulhos, onde Inezita Barroso ouve-os cantar e incentiva-os a seguir a carreira. No mesmo ano, são contratados para se apresentar nos fins de semana na basílica de Aparecida do Norte.

### Década de 1980: Lançamentos e prêmios
Em 1980, inscreveram-se no "Festival MPB Shell", da TV Globo, com o pagode caipira "Que terreiro é esse?", de Xavantinho, que foi classificada para a final. No mesmo ano, a dupla lançou o seu primeiro LP: "Velha morada" (Warner), com destaque para "Cio da terra" (Milton Nascimento e Chico Buarque), "Calix Bento", além de "Velha morada".
A dupla participou, em 1981, do programa Som Brasil, na TV Globo, apresentado por Rolando Boldrin, com quem atuaram depois em shows pelo Brasil.
Em 1982, lançaram o LP "Uma dupla brasileira", produzido por Boldrin, com os destaques "Memória de carreiro" (Juraíldes da Cruz) e "Rama da mandioquinha" (Elpídio dos Santos).
Em 1987, lançaram o LP "O cio da terra" (Continental), com participação de Milton Nascimento, Marcus Viana e Tavinho Moura, destacando-se "Vaca Estrela e boi Fubá" (Patativa de Assaré) e "Cuitelinho" (folclore recolhido por Paulo Vanzolini). Ele alcança a maior vendagem até então, 300 mil cópias, e torna a dupla conhecida nacionalmente, alcançando o público adepto da MPB.
Em 1988, lançaram o LP "Canto violeiro" (Continental), com participação de Fagner, Tião Carreiro, Almir Sater e outros, contendo "Mulheres da terra" (Xavantinho e Moniz).

### Década de 1990: Últimos anos e morte de Xavantinho
Ganharam, em 1990, o Prêmio Sharp de Melhor Música com "Casa de barro", de Xavantinho e Moniz e Melhor Disco, com "Cantado do mundo afora".
Em 1992, o disco "Ao Vivo em Tatuí", gravado ao vivo entre os dias 21 e 23 de setembro de 1992, no Teatro do Conservatório de Tatuí com Renato Teixeira (Kuarup) recebeu o Prêmio Sharp de Melhor Disco e o Prêmio APCA - Associação Paulista de Crítico de Artes.
Gravaram, em 1993, "Violas e canções" (Velas), destacando-se "Viola quebrada" (Mário de Andrade). Nesse ano, os shows da dupla estenderam-se aos Estados Unidos.
Lançaram ainda "Ribeirão encheu" (Velas), em 1995, com "Luar do sertão" (João Pernambuco e Catullo da Paixão Cearense) e "Pingo d'água" (Velas), em 1996, com "Tristeza do jeca" (Angelino de Oliveira) e "Flor do cafezal" (Luís Carlos Paraná).
O último trabalho da dupla, Coração Matuto (1998) traz “Planeta Água” (de Guilherme Arantes), “Lambada de Serpente” (Djavan), “Morro Velho” (Milton Nascimento) e “Carreiro Velho” e “Estrada”, últimas composições de Xavantinho.
A dupla encerrou sua carreira em 7 de outubro de 1999 com a morte de Xavantinho, vítima de embolia pulmonar, aos 56 anos. Pena Branca continuou em carreira solo, até falecer em 8 de fevereiro de 2010, aos 70 anos, vítima de infarto.

## Discografia[2]
- Velha morada (1980)
- Uma dupla brasileira (1982)
- Cio da terra (1987)
- Canto violeiro (1988)
- Cantadô do mundo afora (1990)
- Ao vivo em Tatuí (part. Renato Teixeira) (1992)
- Violas e canções (1993)
- Pena Branca & Xavantinho (1994)
- Ribeirão encheu (1995)
- Coração matuto (1998)